# 張済 (北魏)
張 済（ちょう さい、? - 408年）は、中国の北魏の人物。字は士度。本貫は西河郡。

## 経歴
西燕の驍騎将軍の張千秋の子として生まれた。西燕が滅ぶと、父とともに北魏に亡命した。道武帝の側近として召され、公孫表らとともに行人となり、散騎侍郎の位を受け、成紀侯の爵位を嗣いだ。
399年（天興2年）、後秦の姚興が洛陽攻撃を企てると、東晋の雍州刺史の楊佺期が北魏の常山王拓跋遵に使者を送って援軍を求めた。拓跋遵が道武帝に報告すると、道武帝は張済を拓跋遵の従事中郎として襄陽の楊佺期のもとに送った。張済は襄陽から帰国すると、道武帝に東晋の情勢と楊佺期との対談内容を伝えた。
400年（天興3年）、謁者僕射となり、姚興のもとへ使者としておもむいた。使者の任を重ねて、勝兵将軍の位を受けた。道武帝の北伐にたびたび従軍して、献策の功績が多かった。408年（天賜5年）、死去した。
子の張多羅が爵位を嗣いだが、事件に連座して爵位を剥奪された。

## 伝記資料
- 『魏書』巻33 列伝第21
- 『北史』巻27 列伝第15